# 샤크 탱크
《샤크 탱크》는 미국 ABC에서 2009년부터 방송 중인 사업 오디션이다. 사업가들이 자신의 사업 아이템을 들고 나오면 '샤크'라 불리는 심사위원들이 투자하는 형식으로 진행된다. 일본의 《돈의 호랑이》를 수입한 영국의 《드래곤스 덴》을 재로컬라이징한 방송이다. 제이미 시미노프가 시즌5에 참가했으나 탈락한 이력이 있다.

## 게스트 패널
- 닉 우드만 : 시즌6
- 애슈턴 쿠처 : 시즌7
- 리처드 브랜슨 : 시즌9
- 알렉스 로드리게스 : 시즌9, 10
- 찰스 바클리 : 시즌10
- 제이미 시미노프 : 시즌10
- 마리야 샤라포바 : 시즌11